# F201
F201は、タミヤよりリリースされた電動ラジコンフォーミュラカーのシャーシ名称である。下記の4種類がラインナップされていた。
フェラーリ F2001
2002年3月13日発売。キット価格は25,000円（税抜）
F201シャーシキット（オリジナルボディ付属）
2002年7月3日発売。キット価格は22,000円（税抜）
ボディはカーボンプリントパターンと透明タイプの2種が付属。
ウィリアムズBMW FW24
2003年2月26日発売。キット価格は25,000円（税抜）
F201チューンドシャーシキット
2003年9月25日発売。キット価格は42,000円（税抜）
ボディはカーボンプリントパターンのものが付属。

## メカニズム
- シャーシ構造：ABS樹脂製モノコックフレーム
- サスペンション：ダブルウィッシュボーン独立懸架
- ショックアブソーバー：プッシュロッド式インボードタイプ、オイル封入式ダンパー装備（コイルオーバー）
- タイヤ：中空ラバー、グルーブドパターン
- 駆動方式：シャフト駆動式四輪駆動
- モーター：マブチRS-540スポーツチューン付属
- デファレンシャルギア：前後ボールデフ
- 搭載バッテリー（別売）：7.2Vストレートパックを横置きで搭載
- ボディ：ポリカーボネート製、前後のウイングはABS樹脂製

## 特徴
従来のF103シャーシシリーズとは全く異なるシャーシとして発表された。シャーシはABS樹脂製、細身形状のロワフレームにアッパーシェルを組み合わせたモノコックフレームを採用。
サスペンションは、実際のF1と同様の構造であるプッシュロッド式インボードタイプを採用し、前後ともAアーム構造のダブルウィッシュボーン独立懸架で、アッパーフレームに縦置きに取り付けられたダンパーユニットをロアアームからプッシュロッド、ロッカーアームを介して作動させる。また、車輪側はエンジンラジコンカーで一般的であるボールピボットでナックルアームと接続する方式が採用されている。
駆動系は従来のF1モデルが1次減速のみで車輪を駆動するダイレクトドライブという方式だったのに対し、ツーリングカー用のTB系シャーシと同様の駆動式を採用し、F1モデルであるにもかかわらず四輪駆動となっていた。これは誰でもイージードライブを楽しむことができるようにと考え採用されたものである。ただし、その分構造は複雑なものとなり、従来のF1モデルに比べると整備性が悪くなり、重量もF103の2倍近い1500gとなっている。
ホイールベースが従来より20mm延長され280mmとなっているため、四輪駆動の採用と相まって走行安定性は向上し誰にでも簡単に走行させることが可能になっている反面、ダイレクトドライブ方式を採用していた従来のモデルのような俊敏な操縦性はなくなってしまっている。